# Ashur-uballit II
Ashur-uballit II var Assyriens siste kung. Efter Nineves fall 612 f.Kr. försökte han återupprätta en ny stat med Harran i norra Mesopotamien som huvudstad. Han fick stöd av egyptierna  609 f.Kr. men blev besegrad av kung Nabopolassar av Babylonien samma år när denne belägrade Harran. Det är troligt att han då blev dödad.